# Handschrift 34

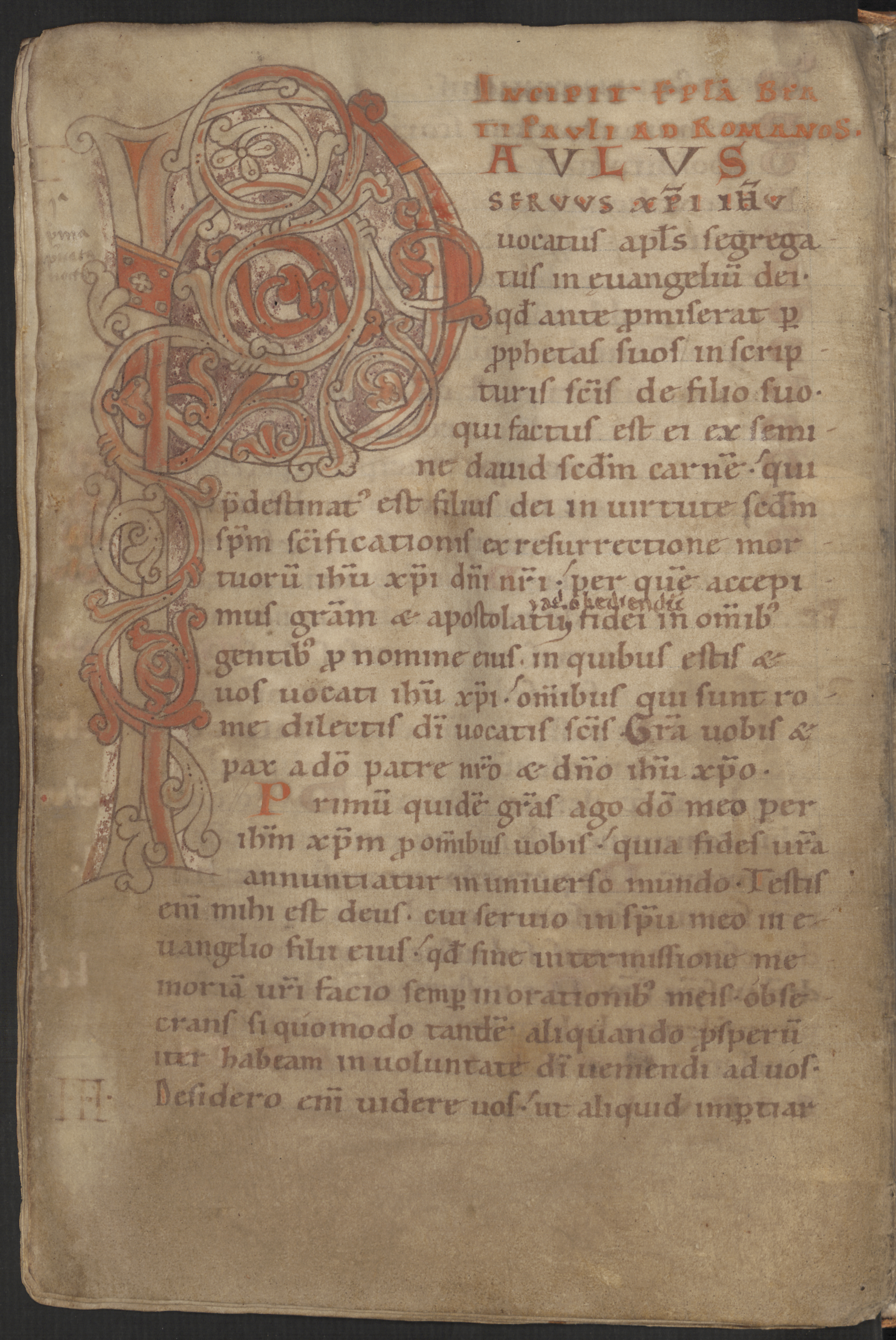
Blad 7 verso-zijde. Te zien is de grootste initiaal van dit boek, de letter 'P', dat bij het woord 'Paulus' hoort.

Hs. 34 is een manuscript uit het begin van de 12e eeuw met de Epistolae Pauli cum argumentis (de brieven van Paulus, Nieuwe Testament), en is het werk van drie verschillende kopiisten.  Het handschrift is afkomstig uit Egmond, en is al voor de verwoesting van de Egmondse Sint-Adelbertabdij in 1573 in het bezit gekomen van de Utrechtse stadsbibliotheek. Tegenwoordig wordt Hs. 34 bewaard in de Universiteitsbibliotheek Utrecht. Het is te citeren als: Universiteitsbibliotheek Utrecht Hs. 34 (1 L 1).

## Omschrijving
De brieven van Paulus zijn geschreven in het Latijn op perkament. Het bevat 95 bladen (folia) van 224 bij 150 mm. De tekst is geschreven in een laat-Karolingische minuskel  en beslaat 28 regels per bladzijde. Het handschrift is opnieuw gebonden in een 15e-eeuwse band, waar nog sporen van een riemsluiting te zien zijn. Deze nieuwe inbinding heeft plaatsgevonden voordat het handschrift verhuisde naar Utrecht, in ieder geval na het jaar 1381. Jacob van Poelgeest heeft waarschijnlijk voor deze verhuizing gezorgd.

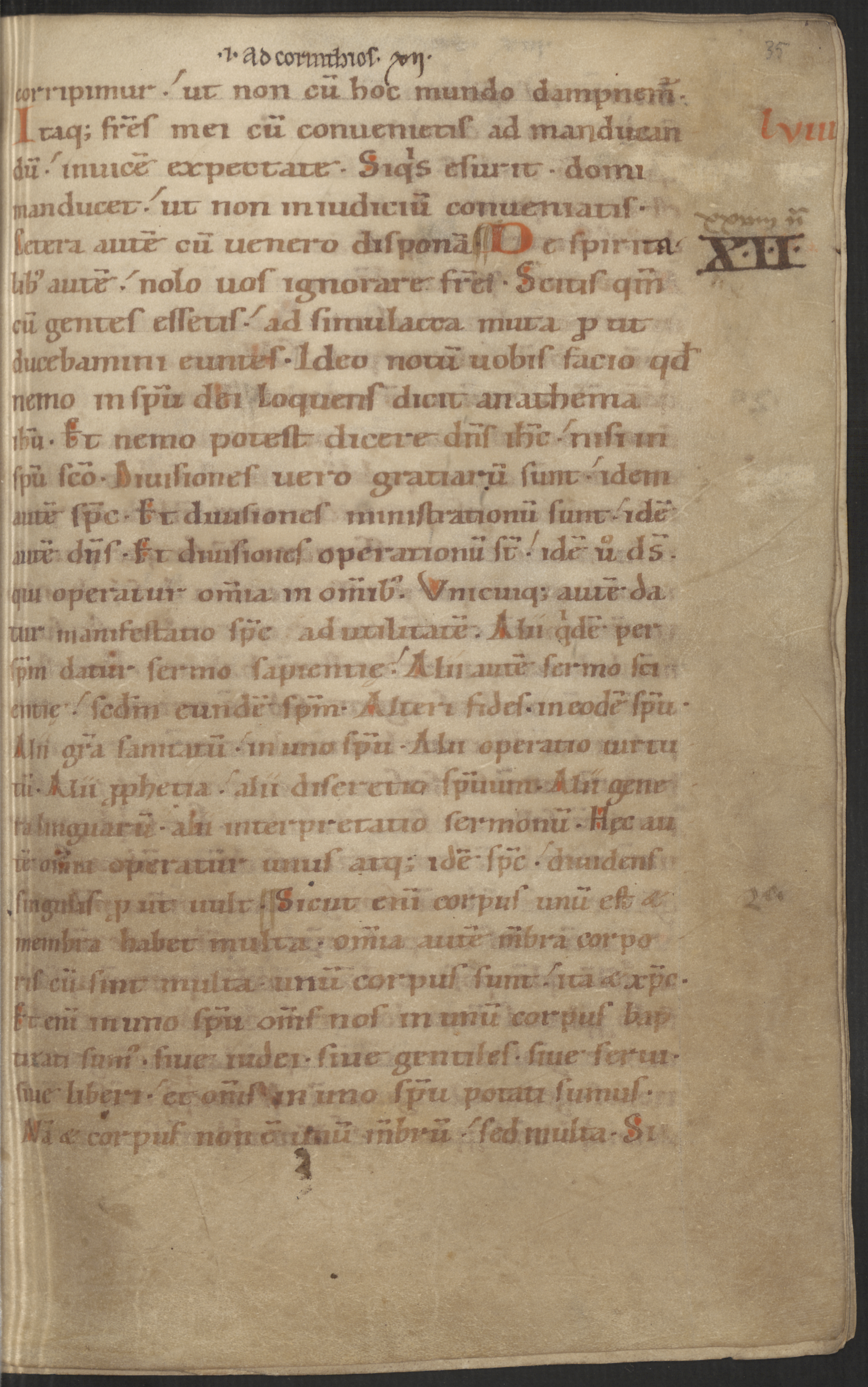
Blad 35 recto-zijde. Bovenin staat de titel van het hoofdstuk aangegeven (Corinthiërs). Op de vijfde regel van boven is een initiaal te zien.

In totaal telt het handschrift twaalf initialen: allemaal in het rood geschilderd. Een opvallend kenmerk is dat bij de poot van de ‘P’, zoals op blad 71 verso-zijde, een snede zit, die soms ook doordringt op achterliggende bladen. Het doel hiervan is onduidelijk. Het mooiste voorbeeld van een hoofdletter is te zien op blad 7 verso-zijde. De letter ‘P’ is duidelijk groter dan andere hoofdletters die aan het begin van een nieuwe tekst staan. De versiering is gedetailleerder dan bij andere hoofdletters. De ‘P’ hoort bij het woord ‘Paulus’.
Uit de indeling van het boek blijkt dat het dienst deed in de kloosterlijke liturgie. Sommige brieven van Paulus behoren tot de oudste overgeleverde christelijke documenten, en geven inzicht in het vroege christendom. Dit is waarschijnlijk ook de reden dat het gebruikt werd in de kloosterlijke liturgie. De hoofdstukken zijn ingedeeld volgens de Vulgaat, en er is sprake van een indeling in capitula. Boven elk nieuw blad is de titel van het hoofdstuk geschreven, zoals te zien is op blad 35 recto-zijde. 

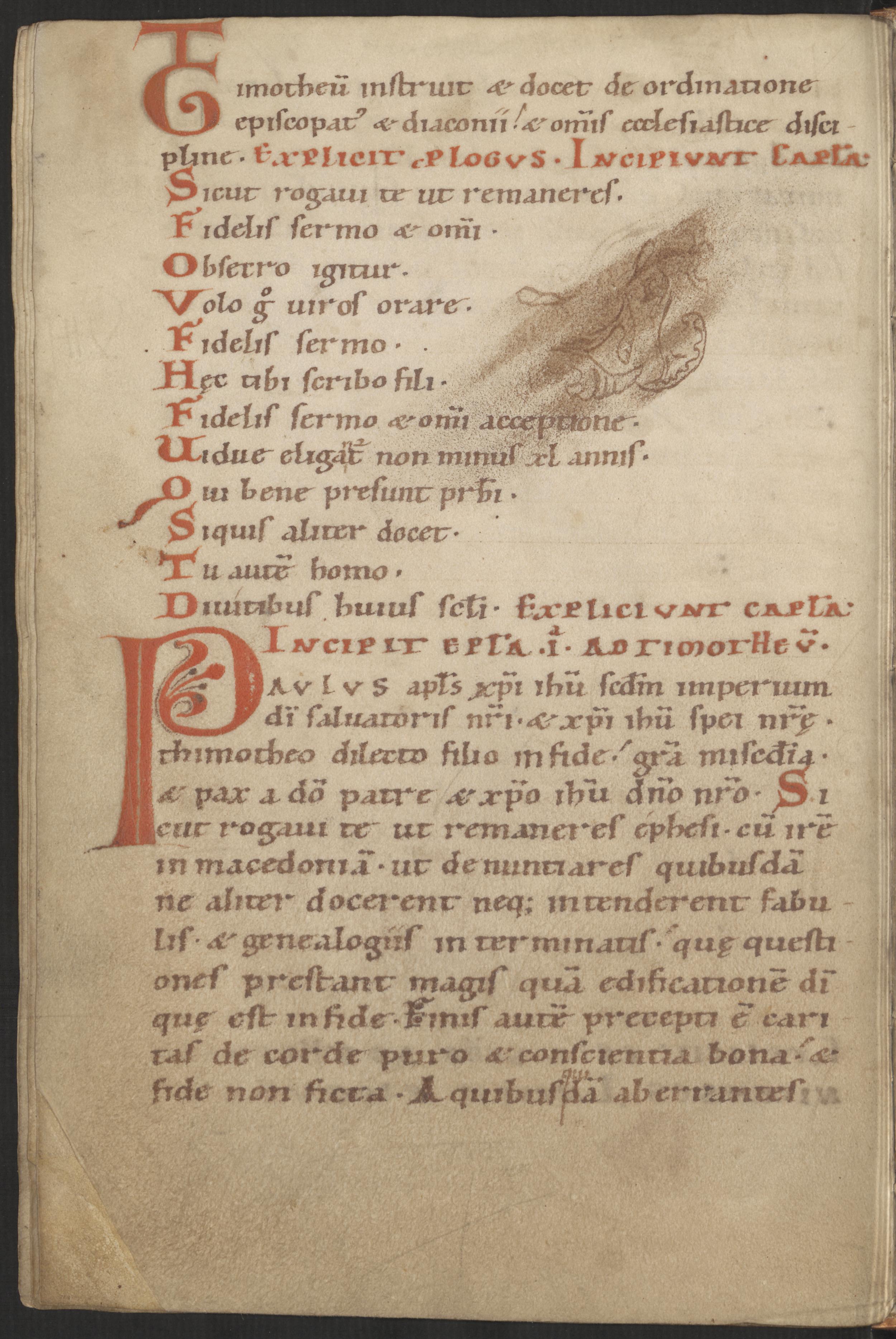
Blad 73 verso-zijde. Naast de twee grote initialen is ook een 'doodle' te zien. Of het gaat om een schets van een dromende kopiist, of om iets anders is niet bekend.

De vele gebruikssporen, de vele aantekeningen in verschillende handen uit verschillende periodes tonen aan dat het boek voor algemeen gebruik was, wat weer het gebruik in de kloosterlijke liturgie bevestigd. Op veel pagina’s zijn in de marges krassen te zien, en op blad 73 verso-zijde is een ‘doodle’ (tekening) te zien, waarvan de betekenis onduidelijk is.

## Geschiedenis
Hs. 34 heeft een Egmonds registratieteken, dat op het eerste blad (folium) aan de versozijde in de linkerbovenhoek is aangebracht. Dit is aangebracht tussen 1384 en 1404. Volgens een boekenlijst samengesteld aan het begin van de 16e eeuw heeft de monnik Frederik het boek ‘epistolas pauli non glosatas’ (de brieven van Paulus zonder glossen) geschreven in 1129 of 1130. Het jaartal van de verhuizing naar de Utrechtse bibliotheek valt niet met zekerheid vast te stellen, maar het is waarschijnlijk rond 1450 verplaatst.